# بريغوس
برِيغُوس (مستهل القرن الخامس ق. م.) مصور أوان إغريقية من طراز الأشكال الحمراء.
من أبرز أعماله المحفوظة باللوڤر كأس نقشت عليها صورة «وصول هيلينا إلى طرواده».